# 殷国洪
殷国洪（1911年—2017年10月27日），湖北省黄安县（今红安县）人，中国人民解放军开国少将。

## 生平
1932年加入中国共产主义青年团。同年参加中国工农红军。1934年转入中国共产党。曾任红四方面军连指导员、团特派员。参加了鄂豫皖苏区、川陕苏区反“围剿”以及长征。是西路军的幸存者，西路军失败后被俘，后趁机脱逃，找到了中共党组织。
在抗日战争中，历任八路军一二九师东进纵队三团特派员、冀南军区九旅政治部保卫科科长，第三军分区政治部保卫科科长。参加了响堂铺战斗、百团大战。在第二次国共内战中，历任晋冀鲁豫军区二纵政治部保卫部部长，冀南区政治部保卫部部长，晋冀鲁豫军区十纵政治部保卫部部长，桐柏军区第一军分区副政委，湖北军区组织部部长。参加了淮海战役等战役战斗。
中华人民共和国成立后，曾任海军青岛基地干部部部长。1959年毕业于中国人民解放军政治学院，后历任海军炮兵学校政治委员，海军高级专科学校政治委员。后来海军高级专科学校演变为海军航空工程学院。1984年，殷国洪离休。12年后全家迁居青岛，由海军北海舰队航空兵代管。在代管单位干休所，殷国洪卧床十余年，长期住在青岛中国人民解放军第四〇一医院。
1955年被授予大校军衔，1961年晋升为少将军衔。曾获二级八一勋章、二级独立自由勋章、二级解放勋章，1988年7月被中央军委授予中国人民解放军一级红星功勋荣誉章。是第五届全国政协委员。
2017年10月27日，殷国洪在青岛病逝，享年106岁。殷国洪是最后一位逝世的红安县籍以及湖北籍的开国将军。